# Cristian Petre
Pour les articles homonymes, voir Petre.

a Compétitions nationales et continentales officielles uniquement.

b Matchs officiels uniquement.
Cristian Constantin Petre (né le 22 mars 1979 à Oradea) est un joueur roumain de rugby à XV. Il joue avec l'équipe de Roumanie entre 2001 et 2012, évoluant au poste de deuxième ligne. 

## Carrière
- 1997-2002 :  U Cluj
- 2002-2004 :  Racing Métro 92
- 2004-2006 :  Tarbes Pyrénées
- 2006-2007 :  CA Brive
- 2007-2010 :  AS Béziers
- 2010-2012 :  CA Saint-Étienne
- 2012-2013 :  Stade nantais
- 2013-2014 :  RCJ Farul Constanta

## Statistiques en équipe nationale
- 92 sélections
- 25 points (5 essais)
- Sélections par année : 1 en 2001, 10 en 2002, 10 en 2003, 9 en 2004, 9 en 2005, 9 en 2006, 10 en 2007, 2 en 2008, 6 en 2009, 8 en 2010, 11 en 2011, 1 en 2012
- en Coupe du monde :
  - 2003 : 4 matchs (Irlande, Australie, Argentine, Namibie)
  - 2007 : 4 matchs (Italie, Écosse, Portugal, Nouvelle-Zélande)
  - 2011 : 4 matchs (Écosse, Argentine, Angleterre, Géorgie)

## Palmarès
- Vainqueur du Championnat européen des nations en 2002 et 2006.
- Vice-champion de Roumanie en 2001.
- Finaliste de la Coupe de Roumanie en 1999.